# Římskokatolická farnost Liběšice u Litoměřic

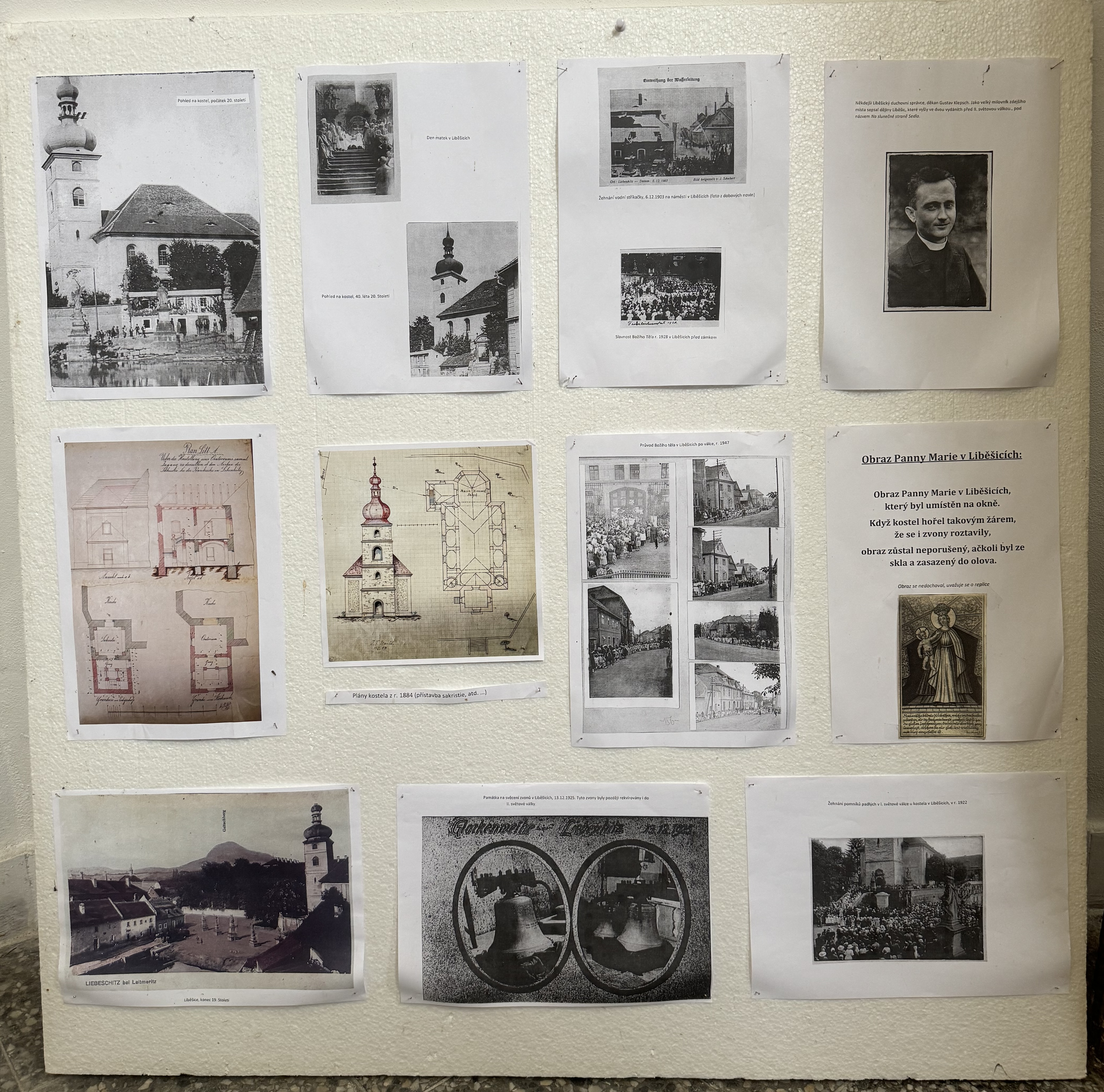
Liběšická farnost na historických fotografiích

Římskokatolická farnost Liběšice u Litoměřic (lat. Liebeschicium) je církevní správní jednotka sdružující římské katolíky na území obce Liběšice a v jejím okolí. Organizačně spadá do litoměřického vikariátu, který je jedním z 10 vikariátů litoměřické diecéze. Centrem farnosti je kostel Nanebevzetí Panny Marie v Liběšicích u Litoměřic.

## Historie farnosti
Již v roce 1384 byla v Liběšicích plebánie. Později tato plebánie získala filiálku v Levíně. Matriky byly vedeny od roku 1683. Po roce 1773 farnost Liběšice disponuje levínskou expoziturou (v Levíně byla v roce 1773 zřízena samostatná fara). Expozitura byla na samostatnou farnost povýšena od 17. srpna 1941.
Od 22. dubna 1961 až do své smrti 19. února 2012 na místní faře žil a působil jako výpomocný duchovní Prof. ThDr. JUDr. Miroslav Zedníček, který výrazně ovlivnil po intelektuální stránce život farnosti i obce.

### Duchovní správcové vedoucí farnost
Začátek působnosti jmenovaného v duchovní správě farnosti od roku:
- 1773 expozitura
- 1784 cap. exp. Joan. Gaube
- 1792 cap. exp. Jos. Kumpf
- 1796 cap. exp. Joan. Paulides
- 1806 cap. exp. Balthas. Booz
- 1809 cap. exp. Franc. Reichel
- 1812 cap. exp. Jos. Franzl
- 1816 cap. exp. Florianus Bitterlich, n. 27. 9. 1783 Georgswald., o. 31. 8. 1807, † 10. 8. 1823
- 1823 cap. exp. Jos. Hofrichter, n. 19. 8. 1793 Reichen, o. 15. 8. 1816
- 1832 cap. exp. Anton. Goldammer, n. 23. 3. 1803 Leipa, o. 3. 9. 1828
- 1850 cap. exp. Anton. Sallmann OFM Cap., n. 13. 10. 1818 Schönav., o. 25. 7. 1845
- 1851 cap. exp. Math. Eisbrich, n. 24. 2. 1818 Leitmeritz, o. 29. 7. 1841
- 1857 cap. exp. Anton. Groetschel, n. 22. 3. 1824 Sandau, o. 26. 7. 1847, † 31. 8. 1897
- 1871 cap. exp. Eman. Kaiser, n. 9. 3. 1827 Schokau, o. 25. 7. 1852, † 21. 6. 1879
- 1877 cap. exp. Robert. Schors, n. 7. 6. 1836 Leitmeritz, o. 31. 7. 1860, † 6. 8. 1879
- 1880 cap. exp. Jos. Neumann, n. 5. 8. 1843 Leipa, o. 15. 7. 1868, † 6. 8. 1926
- 1886 cap. exp. Joann. Lischka, n. 24. 4. 1858 Leitmeritz, o. 24. 8. 1882, † 27. 7. 1922
- 1894 cap. exp. Jos. Tecl, n. 6. 11. 1859 Bělá, o. 27. 5. 1888, † 17. 7. 1895
- 1895 cap exp. Franc. Schindler, n. 4. 10. 1866 Dittersbach, o. 29. 6. 1890, † 29. 10. 1897
- 1898 cap. exp. Wenc. Posselt, n. 26. 5. 1872 Reichenberg, o. 30. 9. 1894, † 10. 2. 1922
- 1905 cap. exp. Gustav Klepsch, n. 12. 10. 1872 Grosspriesen, o. 9. 7. 1899, † 25. 1. 1937
- 1938 cap. exp. Jos. Hesse, n. 1. 11. 1888 Königswaalde, o. 13. 7. 1913
- 1. 2. 1942 proto-par. (1. farář) Joseph. Hesse, n. 1. 11. 1888 Königswaalde, o. 13. 7. 1913
- 1946 Josef Vítek
- 1948 Antonín Tuček
- 1949 Jan Veselka
- 1. 10. 1950 Metoděj Habáň O.P.
- 1. 10. 1951 Ondřej Korvas CSsR
- 15. 8. 1959 Jeroným Wenzel
- 22. 4. 1961 Ondřej Korvas CSsR
  - 22. 4. 1961 Miroslav Zedníček, v. duch.
- 1. 8. 1976 Josef Batta
- 15. 11. 1977 Ondřej Korvas CSsR
- 1. 10. 1987 Prokop Jan Bahník, O.P., admin. exc.
- 1. 11. 1989 Milan Matfiak
- 1. 8. 1991 Jaroslav Stříž, admin. exc. z Křešic[4]

Kromě kněží stojících v čele farnosti, působili ve farnosti v průběhu její historie i jiní kněží. Většinou pracovali jako farní vikáři, kaplani, katecheté, výpomocní duchovní aj.

## Území farnosti
Do farnosti náleží území těchto obcí:
- Liběšice (Liebeschitz[p 3])
- Dolní Chobolice (Nieder Koblitz[p 3])
- Horní Chobolice (Ober Koblitz[p 3])
- Chotiněves (Kuttendorf[p 3])
- Trnobrany (Trnobrand[p 3])

## Římskokatolické sakrální stavby na území farnosti
| | Fotografie | Stavba                         | Místo           | Bohoslužby                      | Zeměpisné souřadnice             | Status           | Číslo kulturní památky           |
| Kostel | Kostel     | Kostel                         | Kostel          | Kostel                          | Kostel                           | Kostel           | Kostel                           |
| --- | ---------- | ------------------------------ | --------------- | ------------------------------- | -------------------------------- | ---------------- | -------------------------------- |
| 1. |            | Kostel Nanebevzetí Panny Marie | Liběšice        | bližší informace o bohoslužbách | 50°34′8″ s. š., 14°17′22″ v. d.  | farní kostel     | 17284/5-2118 (Pk•MIS•Sez•Obr•WD) |
| Kaple |            |                                |                 |                                 |                                  |                  |                                  |
| 2. |            | Kaple sv. Františka Xaverského | Liběšice        | bližší informace o bohoslužbách | 50°34′6″ s. š., 14°17′46″ v. d.  | hřbitovní kaple  | 20340/5-2120 (Pk•MIS•Sez•Obr•WD) |
| 3. |            | Kaple sv. Prokopa              | Chotiněves      | bohoslužby příležitostně        | 50°33′7″ s. š., 14°16′48″ v. d.  | kaple            | 22341/5-2066 (Pk•MIS•Sez•Obr•WD) |
| 4. |            | Kaple                          | Trnobrany       | bohoslužby příležitostně        | 50°34′48″ s. š., 14°17′21″ v. d. | kaple            | —                                |
| 5. |            | Kaple                          | Dolní Chobolice | bohoslužby příležitostně        | 50°34′16″ s. š., 14°16′34″ v. d. | výklenková kaple | —                                |
| Některé drobné sakrální stavby a pamětihodnosti lze dohledat zde v databázi Drobné sakrální památky Zaniklé sakrální stavby lze dohledat zde v databázi Poškozené a zničené kostely, kaple a synagogy v České republice |            |                                |                 |                                 |                                  |                  |                                  |

Ve farnosti se mohou nacházet i další drobné sakrální stavby, místa římskokatolického kultu a pamětihodnosti, které neobsahuje tato tabulka.

## Příslušnost k farnímu obvodu
Z důvodu efektivity duchovní správy byl vytvořen farní obvod (kolatura) farnosti Křešice, jehož součástí je i farnost Liběšice u Litoměřic, která je tak spravována excurrendo.